# 1694 Kaiser
1694 Kaiser eller 1934 SB är en asteroid i huvudbältet som upptäcktes den 29 september 1934 av den holländske astronomen Hendrik van Gent i Johannesburg. Den har fått sitt namn efter den nederländske astronomen Frederik Kaiser.
Asteroiden har en diameter på ungefär 15 kilometer.